# Sawlu
Sawlu, também conhecido como Min Lulin (1050-1084) foi um dos reis da dinastia de Pagã da Birmânia, reinando de 1078 a 1084.
Ele herdou de seu pai Anawrahta, o Império de Pagã, o primeiro reino unificado do pais, mas provou ser um governante inexperiente. Quando se tornou rei, ele casou com uma das consortes de seu pai, Manisanda (Khin U), e fez dela a rainha principal.
Em 1082, ele enfrentou uma rebelião na Baixa Birmânia, sendo capturado e morto em cativeiro.